# A livóniai ács
A livóniai ács (avagy Nagy Péter, Oroszország cárja) (olaszul II falegname di Livonia, ossia Pietro il grande, Tsar delle Russie) Gaetano Donizetti kétfelvonásos operája (opera buffa). A művet 1819 őszén és decemberében komponálta Gherardo Bevilacqua-Aldoyrandini szövegkönyve alapján. A librettista Felice Romani azonos című, Giovanni Pacini számára írt szövegkönyvét (Milánó, 1819) használta alapként, amely Alexandre Duval Le menuisier de Livonie ou Les  illustres  voyageurs (azaz A livóniai ács, avagy az illusztris utazók) című vígjátékát (Párizs, 1805) dolgozza fel. Az ősbemutatóra 1819. december 26-án került sor a velencei Teatro San Samuelében. Magyarországon még nem játszották.

## Szereplők
| Szereplő                                 | Hangfekvés   | Az ősbemutató szereposztása |
| ---------------------------------------- | ------------ | --------------------------- |
| Pietro il Grande (Nagy Péter)            | basszus      | Pio Botticelli              |
| Caterina (Katalin), a felesége           | szoprán      | Adelaide Raffi              |
| Madama Fritz, kocsmáros                  | mezzoszoprán | Caterina Amati              |
| Annetta Mazepa, kocsmáros                | szoprán      | Angela Bertozzi             |
| Carlo Scavronski, livóniai ács           | tenor        | Giovanni Battista Verger    |
| Ser Cuccupis, magisztrátus               | basszus      | Luigi Martinelli            |
| Firman Trombest                          | basszus      | Giuseppe Guglielmini        |
| Hondediski, kapitány                     | bariton      | Gaetano Rambaldi            |
| Polgármesterek, postások, a cár követői. |              |                             |

## Cselekménye
Egy fiatal livóniai ács, Carlo, szerelmes Madama Fritz, a kocsmáros fiatal barátnőjébe Annettába. Szerelmük akkor lobban valójában lángra, amikor Carlo megvédi Annettát az uzsorástól, Firman Trombesttől, aki minden áron meg akarja szerezni a lány értékes karkötőjét. Trombest és Carlo összetűzését két illusztris vendég érkezése szakítja meg, mint az utóbb majd kiderül, maga Oroszország cárja I. Péter és felesége Katalin érkeztek a fogadóba. A cárné elveszett unokatestvérét keresik. A cár kifaggatja Carlót a családjáról és a felmenőiről, de mivel az a cár számára elfogadhatatlan válaszokat ad átadja a magisztrátusnak további vallatásra. Amikor Carlót a cár katonái éppen kivezetnék megjelenik Madama Fritz egy levéllel és elmeséli, hogy gyermekkorában ő találta meg a magára hagyott fiút a levél társaságban. Az iratból kiderül, hogy Carlo a cárné elveszett unokatestvére. Carlót szabadon engedik. A cári pár eleinte nem egyezik bele házasságába Annettával, mivel a lány Ivan Mazepa kozák hetman leánya, de amint arról értesülnek, hogy Mazepa halott, rábólint a frigyre. Az ifjú pár boldogan elindul Szentpétervárra.